# Estrecho de Oddesund
El estrecho de Oddesund es un estrecho del Limfjorden (Dinamarca) que une el Nissum Bredning con el Venø Bugt.

## Historia
De acuerdo con las sagas nórdicas Heimskringla, una batalla tuvo lugar en este estrecho entre el rey sueco Jorund y el pirata noruego Hålogaland.
- Datos: Q7077486